# Municipio de Millshoal
El municipio de Millshoal (en inglés: Millshoal Township) es un municipio ubicado en el  condado de Macon en el estado estadounidense de Carolina del Norte. En el año 2010 tenía una población de 2.802 habitantes.

## Geografía
El municipio de Millshoal se encuentra ubicado en las coordenadas 35°12′57.35″N 83°20′41.55″O / 35.2159306, -83.3448750.